# Умор
Умо̀р е монарх, управлявал България едва за 40 дни през 766 г. Според Именника на българските ханове той е от рода Укил (Вокил).

## Биография
Опитите на Савин за помиряване с Византия довеждат до недоволство в България и той е принуден да избяга в Месемврия, а оттам при Константин V Копроним. Макар че през 763 г. е сключен мирен договор с Византия, Савин не се завръща в България.
През 766 г., в 3 индиктион, а по прабългарския календар в годината дилом (на змията) в месец тутом (четвърти), Савин поставя на свое място Умор, който като него произхожда от рода на Кормисош – Вокил. Но управлението на Умор продължава едва 40 дни. Токту и брат му Баян от рода Угаин вдигат бунт и го свалят от престола.